# Varese Calcio 1975-1976
Questa voce raccoglie le informazioni riguardanti il Varese Calcio nelle competizioni ufficiali della stagione 1975-1976.

## Rosa
| N. |                   | Ruolo | Calciatore             |
| -- | ----------------- | ----- | ---------------------- |
|    | Italia (bandiera) | D     | Massimo Arrighi        |
|    | Italia (bandiera) | A     | Gianni Bui             |
|    | Italia (bandiera) | D     | Giacomo Chinellato     |
|    | Italia (bandiera) | D     | Paolo Dal Fiume        |
|    | Italia (bandiera) | C     | Giampiero Dalle Vedove |
|    | Italia (bandiera) | P     | Carlo Della Corna      |
|    | Italia (bandiera) | C     | Vito De Lorentis       |
|    | Italia (bandiera) | D     | Moreno Ferrario        |
|    | Italia (bandiera) | D     | Viviano Guida          |
|    | Italia (bandiera) | A     | Domenico Maggiora      |

| N. |                   | Ruolo | Calciatore        |
| -- | ----------------- | ----- | ----------------- |
|    | Italia (bandiera) | A     | Luigi Manueli     |
|    | Italia (bandiera) | P     | Silvano Martina   |
|    | Italia (bandiera) | A     | Carlo Muraro      |
|    | Italia (bandiera) | D     | Antonio Perego    |
|    | Italia (bandiera) | C     | Enrico Prato      |
|    | Italia (bandiera) | A     | Ernestino Ramella |
|    | Italia (bandiera) | D     | Angelo Rimbano    |
|    | Italia (bandiera) | C     | Walter Sabatini   |
|    | Italia (bandiera) | D     | Francesco Scoppa  |
|    | Italia (bandiera) | A     | Carlo Tresoldi    |

## Risultati

### Serie B

#### Girone di andata
| 28 settembre 1975 1ª giornata | Catania | 0 – 0 | Varese |  |

| 5 ottobre 1975 2ª giornata | Varese | 2 – 0 | Sambenedettese |  |

| 12 ottobre 1975 3ª giornata | Ternana | 2 – 2 | Varese |  |

| 19 ottobre 1975 4ª giornata | Varese | 0 – 0 | Genoa |  |

| 10 dicembre 2000 5ª giornata | Foggia | 1 – 0 | Varese |  |

| 2 novembre 1975 6ª giornata | Varese | 1 – 0 | Atalanta |  |

| 9 novembre 1975 7ª giornata | Brescia | 2 – 2 | Varese |  |

| 16 novembre 1975 8ª giornata | Varese | 3 – 1 | Reggiana |  |

| 23 novembre 1975 9ª giornata | Varese | 0 – 1 | Pescara |  |

| 10 novembre 1946 10ª giornata | SPAL | 2 – 0 | Varese |  |

| 7 dicembre 1975 11ª giornata | Varese | 3 – 0 | Brindisi |  |

| 14 dicembre 1975 12ª giornata | Novara | 1 – 1 | Varese |  |

| 21 dicembre 1975 13ª giornata | Varese | 2 – 1 | Piacenza |  |

| 4 gennaio 1976 14ª giornata | Taranto | 2 – 0 | Varese |  |

| 11 gennaio 1976 15ª giornata | Lanerossi Vicenza | 0 – 2 | Varese |  |

| 18 gennaio 1976 16ª giornata | Varese | 3 – 0 | Avellino |  |

| 25 gennaio 1976 17ª giornata | Catanzaro | 1 – 2 | Varese |  |

| 14 gennaio 1962 18ª giornata | Varese | 0 – 0 | Modena |  |

| 8 febbraio 1976 19ª giornata | Palermo | 1 – 1 | Varese |  |

#### Girone di ritorno
| 15 febbraio 1976 20ª giornata | Varese | 1 – 0 | Catania |  |

| 22 febbraio 1976 21ª giornata | Sambenedettese | 2 – 1 | Varese |  |

| 29 febbraio 1976 22ª giornata | Varese | 0 – 0 | Ternana |  |

| 7 marzo 1976 23ª giornata | Genoa | 1 – 3 | Varese |  |

| 14 marzo 1976 24ª giornata | Varese | 1 – 1 | Foggia |  |

| 21 marzo 1976 25ª giornata | Atalanta | 1 – 0 | Varese |  |

| 28 marzo 1976 26ª giornata | Varese | 3 – 3 | Brescia |  |

| 4 aprile 1976 27ª giornata | Reggiana | 1 – 3 | Varese |  |

| 11 aprile 1976 28ª giornata | Pescara | 0 – 2 | Varese |  |

| 18 aprile 1976 29ª giornata | Varese | 4 – 3 | SPAL |  |

| 25 aprile 1976 30ª giornata | Brindisi | 1 – 0 | Varese |  |

| 2 maggio 1976 31ª giornata | Varese | 0 – 0 | Novara |  |

| 9 maggio 1976 32ª giornata | Piacenza | 3 – 1 | Varese |  |

| 16 maggio 1976 33ª giornata | Varese | 0 – 0 | Taranto |  |

| 23 maggio 1976 34ª giornata | Varese | 1 – 1 | Lanerossi Vicenza |  |

| 30 maggio 1976 35ª giornata | Avellino | 3 – 0 | Varese |  |

| 6 giugno 1976 36ª giornata | Varese | 1 – 0 | Catanzaro |  |

| 13 giugno 1976 37ª giornata | Modena | 2 – 2 | Varese |  |

| 20 giugno 1976 38ª giornata | Varese | 3 – 0 | Palermo |  |

## Statistiche

### Statistiche di squadra
| Competizione | Punti | In casa | In casa | In casa | In casa | In casa | In casa | In trasferta | In trasferta | In trasferta | In trasferta | In trasferta | In trasferta | Totale | Totale | Totale | Totale | Totale | Totale | DR  |
| Competizione | Punti | G       | V       | N       | P       | Gf      | Gs      | G            | V            | N            | P            | Gf           | Gs           | G      | V      | N      | P      | Gf     | Gs     | DR  |
| ------------ | ----- | ------- | ------- | ------- | ------- | ------- | ------- | ------------ | ------------ | ------------ | ------------ | ------------ | ------------ | ------ | ------ | ------ | ------ | ------ | ------ | --- |
| Serie B      | 44    | 19      | 10      | 8       | 1       | 28      | 11      | 19           | 5            | 6            | 8            | 22           | 26           | 38     | 15     | 14     | 9      | 50     | 37     | +13 |
| Coppa Italia | 2     | 2       | 0       | 2       | 0       | 0       | 0       | 2            | 0            | 0            | 2            | 0            | 4            | 4      | 0      | 2      | 2      | 0      | 4      | -4  |
| Totale       |       | 21      | 10      | 10      | 1       | 28      | 11      | 21           | 5            | 6            | 10           | 22           | 30           | 42     | 15     | 16     | 11     | 50     | 41     | +9  |

### Statistiche dei giocatori
| Giocatore       | Serie B  | Serie B | Serie B     | Serie B    | Coppa Italia | Coppa Italia | Coppa Italia | Coppa Italia | Totale   | Totale | Totale      | Totale     |
| Giocatore       | Presenze | Reti    | Ammonizioni | Espulsioni | Presenze     | Reti         | Ammonizioni  | Espulsioni   | Presenze | Reti   | Ammonizioni | Espulsioni |
| --------------- | -------- | ------- | ----------- | ---------- | ------------ | ------------ | ------------ | ------------ | -------- | ------ | ----------- | ---------- |
| M. Arrighi      | 28       | 0       | ?           | ?          | ?            | ?            | ?            | ?            | 28+      | 0+     | ?           | ?          |
| G. Bui          | 2        | 0       | ?           | ?          | ?            | ?            | ?            | ?            | 2+       | 0+     | ?           | ?          |
| G. Chinellato   | 31       | 0       | ?           | ?          | ?            | ?            | ?            | ?            | 31+      | 0+     | ?           | ?          |
| P. Dal Fiume    | 30       | 2       | ?           | ?          | ?            | ?            | ?            | ?            | 30+      | 2+     | ?           | ?          |
| G. Dalle Vedove | 31       | 3       | ?           | ?          | ?            | ?            | ?            | ?            | 31+      | 3+     | ?           | ?          |
| C. Della Corna  | 6        | -3      | ?           | ?          | ?            | ?            | ?            | ?            | 6+       | -3+    | ?           | ?          |
| V. De Lorentis  | 32       | 7       | ?           | ?          | ?            | ?            | ?            | ?            | 32+      | 7+     | ?           | ?          |
| M. Ferrario     | 10       | 0       | ?           | ?          | ?            | ?            | ?            | ?            | 10+      | 0+     | ?           | ?          |
| V. Guida        | 31       | 1       | ?           | ?          | ?            | ?            | ?            | ?            | 31+      | 1+     | ?           | ?          |
| D. Maggiora     | 35       | 7       | ?           | ?          | ?            | ?            | ?            | ?            | 35+      | 7+     | ?           | ?          |
| L. Manueli      | 30       | 2       | ?           | ?          | ?            | ?            | ?            | ?            | 30+      | 2+     | ?           | ?          |
| S. Martina      | 33       | -34     | ?           | ?          | ?            | ?            | ?            | ?            | 33+      | -34+   | ?           | ?          |
| C. Muraro       | 35       | 16      | ?           | ?          | ?            | ?            | ?            | ?            | 35+      | 16+    | ?           | ?          |
| A. Perego       | 14       | 0       | ?           | ?          | ?            | ?            | ?            | ?            | 14+      | 0+     | ?           | ?          |
| E. Prato        | 17       | 1       | ?           | ?          | ?            | ?            | ?            | ?            | 17+      | 1+     | ?           | ?          |
| E. Ramella      | 29       | 5       | ?           | ?          | ?            | ?            | ?            | ?            | 29+      | 5+     | ?           | ?          |
| A. Rimbano      | 33       | 1       | ?           | ?          | ?            | ?            | ?            | ?            | 33+      | 1+     | ?           | ?          |
| W. Sabatini     | 8        | 0       | ?           | ?          | ?            | ?            | ?            | ?            | 8+       | 0+     | ?           | ?          |
| C. Tresoldi     | 15       | 2       | ?           | ?          | ?            | ?            | ?            | ?            | 15+      | 2+     | ?           | ?          |